# Појана Шкеиј (Јаши)
Појана Шкеиј (рум. Poiana Șcheii) насеље је у Румунији у округу Јаши у општини Скеја. Oпштина се налази на надморској висини од 189 m.

## Становништво
Према подацима из 2002. године у насељу је живело 537 становника, од којих су сви румунске националности.